# Running Scared
Running Scared är en tysk-amerikansk thrillerfilm från 2006 i regi av Wayne Kramer, som även skrivit filmens manus.

## Handling
Joey Gazelle (spelad av Paul Walker) är en smågangster, familjefar och hantlangare till den lokala maffian i New Jersey. En knarkaffär går fel och en polis som arbetar under täckmantel blir ihjälskjuten. Joeys enda uppgift är att se till att mordvapnet försvinner.
Vi får följa ett glödhett mordvapen genom New Jerseys iskalla och skoningslösa undre värld. Joey Gazelle har en son som heter Nicky (Alex Neuberger). Det visar sig att Nickys kompis Oleg Yugorsky (Cameron Bright) tog mordvapnet från källaren där familjen Gazelle bor och skjuter sin styrfar Anzor Yugorsky (Karel Roden). Det blir en jakt på New Jerseys gator efter Oleg och mordvapnet.

## Meverkande (i urval)
- Paul Walker – Joey Gazelle
- Cameron Bright – Oleg Yugorsky
- Vera Farmiga – Teresa Gazelle
- Chazz Palminteri – Detective Rydell
- Karel Roden – Anzor Yugorsky
- Johnny Messner – Tommy "Tombs" Perello
- Ivana Miličević – Mila Yugorsky